# Carinae
Carinae war in der Antike der Name für den (süd-)westlichen Hang des Esquilin, eines der sieben klassischen Hügel Roms. Die Carinae umfassten auch die Abhänge zur Subura und zum Tal, in dem das Kolosseum errichtet wurde.
Zusammen mit der angrenzenden Kuppe des Esquilin hieß die Gegend ursprünglich Fagutal. Ihren späteren Namen erhielt sie wohl von der Ähnlichkeit der Hügelausläufer mit dem Kiel von Schiffen (lateinisch carina), eventuell aber auch von entsprechend gestalteten Gebäuden dort. Auf den Carinae gab es Reste einer alten Stadtmauer, die wohl noch älter war als die Servianische Mauer.
Bekanntestes Bauwerk war ein Tempel der Tellus, der aufgrund eines Gelübdes errichtet wurde, das der Konsul Publius Sempronius Sophus während einer Schlacht 268 v. Chr. geleistet hatte. Von Quintus Tullius Cicero wurde er um 54 v. Chr. restauriert. Im Tempel, der gelegentlich auch für Sitzungen des Senats benutzt wurde, befand sich eine (kartenartige?) Darstellung Italiens.
Außerdem siedelten sich in der Republik dort zahlreiche Mitglieder der Aristokratie an, z. B. Quintus Cicero. Bekannt ist vor allem ein großes Haus des Gnaeus Pompeius Magnus, das später Marcus Antonius und dann den römischen Kaisern gehörte; Tiberius wohnte zeitweilig dort.